# Косенс, Анн
Анн Косенс (фр. Anne Coesens; род. 1968, Брюссель, Бельгия) — бельгийская актриса. Лауреат бельгийской национальной кинопремии «Магритт» 2011 года за лучшую женскую роль в фильме «Нелегал».

## Биография
Анн Косенс родилась в 1968 году в Брюсселе, Бельгия. С детских лет увлекалась актерской игрой. После окончания Королевской консерватории Брюсселя и на курсе Филиппа Адриена в Высшей Национальной консерватории драматического искусства в Париже начала работать в театре.
В 1986 году Анн Косенс дебютировала в кино, сыграв небольшую роль в фильме Жака Дуайона «Пуританки». После этого она снялась в более 50-ти фильмах и телефильмах в Бельгии и Франции. За исполнение главной роли в фильм 2010 года «Нелегал» режиссера Оливье Массе-Депасса Анн Косенс была удостоена бельгийской национальной кинопремии «Магритт» 2011 года в категории «Лучшая актриса» и получила несколько фестивальных кинонаград.
В 2016 году актриса получила награду премии «Магритт» за лучшую женскую роль второго плана в фильме режиссера-дебютантки Савины Делликур «Все кошки серы».

## Фильмография
| Год  | Русское название          | Оригинальное название             | Роль        |
| ---- | ------------------------- | --------------------------------- | ----------- |
| 1997 | Моя жизнь в розовом цвете | Ma vie en rose                    | учительница |
| 2008 | Частные уроки             | Private Lessons                   | Паскаль     |
| 2014 | Не в моём вкусе           | Pas son genre                     | Хелен       |
| 2014 | Все кошки серы            | All Cats Are Grey                 | Кристин     |
| 2015 | Аврил и поддельный мир    | April and the Extraordinary World | Шимен       |
| 2015 | Jailbirds                 |                                   |             |
| 2017 | Убийцы                    | Tueurs                            | Хелен       |
| 2018 | Материнский инстинкт      | Mothers' Instinct                 | Селин       |
| 2019 | Не состарится             | Never Grow Old                    |             |